# Комсомольский (Могилёвская область)
Комсомольский (бел. Камсамольскі) — посёлок в составе Лудчицкого сельсовета Быховского района Могилёвской области Республики Беларусь.

## Население
- 2010 год — 1 человек